# Zastupitelstvo města České Budějovice
Zastupitelstvo města České Budějovice je voleným orgánem Českých Budějovic. Je složeno ze 45 členů, kteří jsou voleni v rámci komunálních voleb na 4 roky.
Zastupitelstvo se schází zpravidla jednou za měsíc; každé zasedání je možné sledovat v online přenosu.

## Složení zastupitelstva od roku 1990
| volby     | primátor               | koalice                                        |           |           |           |          |          |          |           |          |           |          |           |
| volby     | primátor               | koalice                                        | ANO       | ODS       | HOPB      | STAN     | Piráti   | Zelení   | KSČM      | TOP 09   | ČSSD      | KDU-ČSL  | ostatní   |
| --------- | ---------------------- | ---------------------------------------------- | --------- | --------- | --------- | -------- | -------- | -------- | --------- | -------- | --------- | -------- | --------- |
| 2022      | Dagmar Škodová Parmová |                                                | 24,02% 13 | 29,35% 16 | 11,93% 6  | 4,21%    | 6,89% 3  | -        | 4,69%     | 1        | 3,25%     | 5,40% 2  | 10,26% 4  |
| 2018      | Jiří Svoboda           | ANO/HOPB/STAN+ČiB/SpČB                         | 21,2 % 12 | 14,2 % 8  | 16,4 % 9  | 6,46 % 3 | 12,9 % 6 | 12,9 % 6 | 6,98 % 4  | 5,50 % 3 | 4,84 % 0  | 3,00 % 0 | 9,35 % 0  |
| 2014      | Jiří Svoboda           | ANO/ČSSD/ODS/KDU-ČSL (2015-18)                 | 20,7 % 12 | 5,41 % 3  | 14,2 % 8  | 14,2 % 8 | 3,96 % 0 | 3,96 % 0 | 10,3 % 6  | 6,60 % 4 | 15,3 % 9  | 5,53 % 3 | 18,1 % 0  |
| 2014      | Jiří Svoboda           | ANO/HOPB/TOP/KDU-ČSL (2014/15)                 | 20,7 % 12 | 5,41 % 3  | 14,2 % 8  | 14,2 % 8 | 3,96 % 0 | 3,96 % 0 | 10,3 % 6  | 6,60 % 4 | 15,3 % 9  | 5,53 % 3 | 18,1 % 0  |
| 2010      | Juraj Thoma            | HOPB/ČSSD/TOP 09                               | -         | 14,9 % 8  | 26,3 % 15 | [ p 11 ] | 1,2 % 0  | 3,6 % 0  | 11,4 % 6  | 10,1 % 6 | 16,8 % 10 | 3,77 % 0 | 12,0 % 0  |
| 2006      | Miroslav Tetter        | ODS/KDU-ČSL/SNK-ED (2010)                      | -         | 16        | 6         | -        | -        | 7,5 % 3  | 13,1 % 6  | -        | 15,8 % 7  | 8,33 % 4 | 8,89 % 2  |
| 2006      | Juraj Thoma            | ODS/KDU-ČSL/SNK-ED (2006–2010)                 | -         | 46,4 % 23 | 46,4 % 23 | -        | -        | 7,5 % 3  | 13,1 % 6  | -        | 15,8 % 7  | 8,33 % 4 | 8,89 % 2  |
| 2002      | Miroslav Tetter        | ODS/KDU-ČSL/ČSSD                               | -         | 34,9 % 18 | -         | -        | -        | [ p 17 ] | 15,4 % 7  | -        | 15,0 % 7  | 12,0 % 6 | 22,7 % 7  |
| nové 1999 | Miroslav Tetter        | KDU-ČSL/KSČM/ČSSD/US                           | -         | 34,0 % 16 | -         | -        | -        | 1,2 % 1  | 18,5 % 8  | -        | 11,8 % 5  | 15,7 % 7 | 18,8 % 8  |
| 1998      | Miroslav Tetter        | KDU-ČSL/KSČM/ČSSD/US/SZ                        | -         | 17        | -         | -        | -        | 1        | 6         | -        | 8         | 5        | 8         |
| 1994      | Miroslav Beneš         | ODS/KDU-ČSL+KDS+KAN/ČSSD/DŽJ/SPŽR ČR           | -         | 36,5 % 16 | -         | -        | -        | 2,3 % 1  | 13,7 % 6  | -        | 10,9 % 5  | 8,50 % 4 | 28,2 % 13 |
| 1990      | Jaromír Talíř          | ČSL/SPR-RSČ/SZ/VSČSP/KAN/KDS/ČSSD/ČSS/PUČM/LDS | -         | -         | -         | -        | -        | 5,3 % 5  | 17,9 % 11 | -        | 7,7 % 2   | 12,0 % 5 | 56,3 % 37 |

1. ↑  Sdružení HOPB (5 mandátů)a Jihočechů (1 mandát)
2. ↑  KSČM fungující Budějovice
3. 1 2  Společně pro Budějovice (koalice KDU-ČSL a TOP 09)
4. ↑  ČSSD a nezávislé osobnosti
5. ↑  SPD získalo 4 mandáty s podílem 8,45%
6. ↑  Sdružení ODS a nezávislých kandidátů
7. ↑  koalice STAROSTOVÉ A NEZÁVISLÍ a Čisté Budějovice
8. ↑  2 zastupitelé Zelených zvoleni na kandidátce Pirátů
9. ↑  sdružení Společně pro Budějovice - Lidovci a TOP 09
10. ↑  člen KDU-ČSL zvolen na konkurenční kandidátce Společně pro Budějovice
11. 1 2  zástupci STAN na kandidátní listině HOPB
12. ↑  koalice SPOLEČNĚ PRO ČESKÉ BUDĚJOVICE (Strana Zelených, Piráti, Změna, Klíčové hnutí(
13. ↑  koalice Svobodní - Piráti
14. 1 2  koalice Zelení a otevřená společnost
15. ↑  Po odvolání primátora J.Thomy 7 zastupitelů opustilo řady ODS a 6 z nich založilo vlastní klub.
16. ↑  SNK-ED (2)
17. ↑  účast na kandidátní listině US-DEU
18. ↑  SNK-ED (5); US-DEU (2)
19. ↑  US (4); VPM (1); ČbNNV (1); ODA (3); SNK-ČB (1)
20. ↑  US (4); VPM (2); ODA (1), SNK-ČB (1)
21. ↑  Sdružení SZ, LDS, NK
22. ↑  Koalice KDU-ČSL, KDS, KAN
23. ↑  ODA (3); DŽJ (2); Koalice SPR-RSČ, SDČR (2); DEU (2); SPŽR ČR (1); SNK-ČB (1); SDL (1); LSNS (1)
24. ↑  Občanské fórum (16); SPR-RSČ (6); Volební sdr.čs.podnikatelů v ČR (3); Čs.str.socialistická (2); Klub angažovaných nestraníků (3); Křesťanskodemokratická strana (3); Panevropská unie Čech a Moravy (2); Liberálně demokratická str. (1); nezávislý kandidát (1)